# Río Blanco (Manizales)
Río Blanco es uno de los siete corregimiento que comprenden al Municipio de Manizales. Posee siete veredas limitando con la comunas Tesorito y Ecoturístico Cerro de Oro de la cabecera municipal; con el corregimiento de El Manantial y con los municipios de Villamaria, Neira y Marulanda, siendo el menos poblado pero el más grande de todos los 7 corregimientos.

## División
El corregimiento está compuesto por siete veredas las cuales son:
| - Buenavista - El Desquite - La Enea (Parte) - La Esperanza | - Minitas - San Juan - Río Blanco |

## Geografía
Además en río blanco se encuentran especies de aves como las migratorias, también especies de mamíferos con sus principales características y animales migratorios, además existen las reservas hídricas y su cultura colaborativa con el medio ambiente.